# Sarah Willis (Autorin)
Sarah Willis (* 10. April 1954 in Cleveland Heights, Ohio) ist eine US-amerikanische Autorin. 

## Leben
Sarah Willis wuchs in Cleveland Heights auf, besuchte dort in den 1960er Jahren die Schule und lebt heute dort. 
Nach dem Besuch der Highschool arbeitete sie seit 1971 in der örtlichen Klinik. Sie studierte nebenher am Cuyahoga Community College in Otterbein und graduierte 1978 an der Case Western Reserve University als Bachelor of Fine Arts (BFA) in  „Theater Arts“. Danach machte ein Zertifikat für Fotografie an der Cooper School of Art. Mit 34 Jahren belegte sie Kurse für Kreatives Schreiben an der Cleveland State University und fand schließlich ihre Berufung als Schriftstellerin.
Willis schrieb literarische Beiträge in einer Vielzahl von Zeitschriften und Magazinen und veröffentlichte im Jahr 2000 ihren ersten Roman Some things that stay, der von der Kritik der New York Times als „Notable Book of the Year“ registriert wurde.
Willis hat seither drei weitere Romane veröffentlicht. Der Roman Some things that stay wurde 2004 in Kanada verfilmt.

## Werke
- Some things that stay. New York : Farrar, Straus and Giroux, 2000.
- The rehearsal. New York : Farrar, Straus, and Giroux, 2001.
- A good distance. New York : Berkley Books, 2004.
- The sound of us. New York : Berkley Books, 2005.